# Mladen Markač
Mladen Markač (n. 8 mai 1955, Đurđevac, Republica Socialistă Croația, RSF Iugoslavia)  este un general croat. Între 2008 și 2012, împreună cu Ante Gotovina și Ivan Čermak, a fost acuzat de Tribunalul Penal Internațional pentru fosta Iugoslavie pentru presupusa implicare în crime legate de operațiunea Furtuna lansată de  armata croată în timpul Războiului de Independență al Croației. Čermak a fost achitat complet, dar condamnările lui Gotovina și Markač au fost ulterior anulate printr-o cerere de apel la TPII.